# 13272 Ericadavid
A 13272 Ericadavid (ideiglenes jelöléssel 1998 QH37) a Naprendszer kisbolygóövében található aszteroida. A LINEAR projekt keretében fedezték fel 1998. augusztus 17-én.